# 玛丽安娜·维尔纳
玛丽安娜·维尔纳（德語：Marianne Werner，1924年1月4日—2023年7月22日），德国女子田径运动员。她曾代表德国、德国联队参加1952年和1956年夏季奥林匹克运动会田径比赛，获得一枚银牌和一枚铜牌。